# James T. Kirk
James T. Kirk, nome completo James Tiberius Kirk, soprannominato Jim Kirk, è un personaggio immaginario dell'universo fantascientifico di Star Trek, apparso in serie televisive, film, romanzi, fumetti e videogiochi. È il capitano dell'USS Enterprise NCC-1701 prima e della USS Enterprise NCC-1701-A dopo, ed è protagonista della prima serie televisiva Star Trek, dell'omonima serie animata e dei primi sette film del franchise, dove viene interpretato dall'attore canadese William Shatner. Dal 2009 l'attore Chris Pine interpreta il ruolo di Kirk nei film della Kelvin Timeline, che vede protagonista l'equipaggio della serie classica, nei film Star Trek (2009), Into Darkness - Star Trek (2013) e Star Trek Beyond (2016). Nel 2023 il personaggio, interpretato da Paul Wesley, apparirà inoltre nella serie televisiva Star Trek: Strange New Worlds.
Il capitano Kirk è uno dei personaggi più iconici e rappresentativi della fantascienza e della televisione a livello globale, divenuto un autentico oggetto di culto al pari del compagno d'avventure Spock, anche per aver saputo infrangere un tabù della televisione statunitense grazie al bacio interraziale con il tenente Uhura nell'episodio Umiliati per forza maggiore (Plato's Stepchildren, 1968).

## Storia del personaggio

### Infanzia e giovinezza

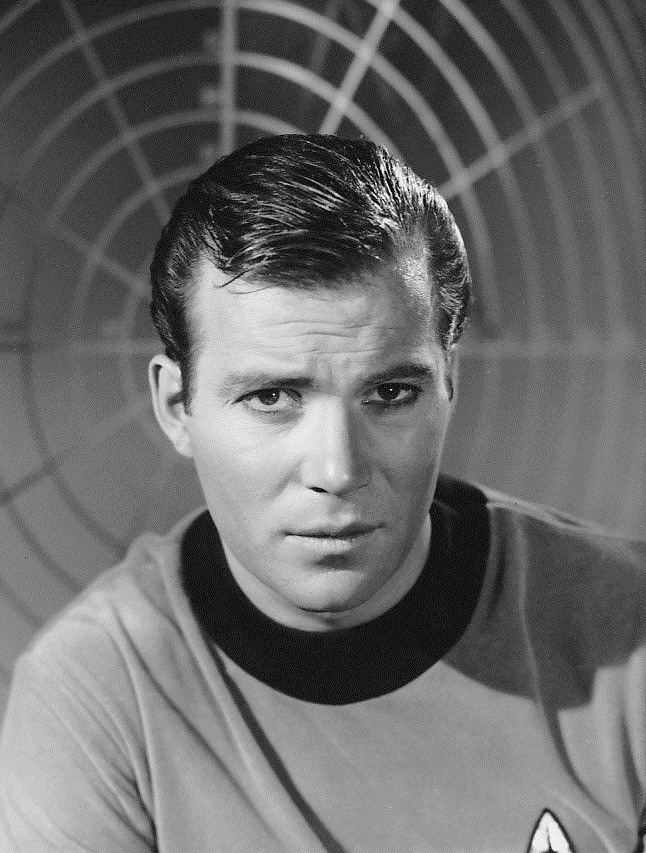
William Shatner nei panni di Kirk in una fotografia pubblicitaria del 1968

Kirk nasce a Riverside, nell'Iowa (Stati Uniti d'America), il 22 marzo 2233 (data stellare 1277.1). In gioventù vive su Tarsus IV e nel 2246, alla tenera età di tredici anni, è uno dei nove testimoni sopravvissuti al massacro di più di quattromila coloni ordinato da Kodos "il carnefice" per poter far sopravvivere il resto della colonia a una carestia. George Samuel e Aurelan Kirk, rispettivamente il fratello minore e la cognata, muoiono durante l'invasione dei parassiti neurali di Deneva nel 2267. Peter, nipote di Kirk, sopravvive all'invasione.
Si distingue subito nell'Accademia della Flotta Stellare per essere l'unico cadetto a superare il test della Kobayashi Maru. Questo test mira a verificare le reazioni dei cadetti davanti a una situazione senza via di fuga; Kirk supera il test riscrivendo il programma e creandosi una via di fuga. Riceve un encomio per abilità tattica per questa sua idea. Il suo numero di Flotta è SC 937-0176 CEC.
Kirk si guadagna la fama di "enciclopedia vivente" e si dice che uno dei suoi principi sia "Pensa... o affonda".
Uno degli eroi di Kirk all'Accademia era il leggendario Capitano Garth di Izar, di cui era obbligatorio studiare le imprese. Anni dopo Kirk aiuterà a salvare il suo eroe quando diventerà un criminale malato di mente e verrà curato nella colonia penale di Elba II. Un altro degli eroi personali di Kirk era Abraham Lincoln, sedicesimo presidente degli Stati Uniti d'America sulla Terra.
Kirk cominciò la sua carriera come cadetto nel 2250. Ancora studente dell'Accademia, viene inviato sulla USS Republic nel 2251 per ottenere un addestramento avanzato. Nel 2253 viene promosso guardiamarina e ritorna all'Accademia della Flotta come istruttore per matricole. Uno dei suoi studenti era Gary Mitchell, un umano che sarebbe poi diventato suo migliore amico. Anni dopo, sul pianeta Dimorus, Mitchell rischierà la propria vita colpito da una freccia avvelenata destinata al suo amico Jim. Mitchell inoltre organizzerà un appuntamento per Kirk con una non meglio identificata "biondina", un tecnico di laboratorio che Kirk quasi sposerà.
Nel 2250, mentre Kirk e Benjamin Finney prestavano insieme servizio sulla USS Republic, tra i due ci fu un dissapore. Kirk registrò un errore commesso da Finney nel diario di servizio, e Finney diede la colpa a Kirk per non essere poi riuscito a guadagnarsi il comando di una nave stellare.
Poco tempo dopo Kirk e la Republic visitarono il pianeta Axanar per una missione di pace. L'operazione fu un notevole successo per il capitano Garth, che aveva condotto la missione, mentre la Flotta Stellare ricompensò Kirk con la Foglia di Palma per il suo ruolo in essa.
Nel 2254 Kirk divenne tenente e venne inviato in servizio sulla USS Farragut (NCC-1647), dalla quale diresse la sua prima squadra di esplorazione; nel 2257 sopravvisse a una nube tossica che uccise buona parte dell'equipaggio, compreso il capitano. Nel 2259 era ancora in servizio sulla Farragut ove, dopo un tirocino sull'Enterprise con la comandante Una Chin-Riley, ottenne il grado di tenente comandante con il ruolo di Primo ufficiale del vascello.
Si suppone che verso il 2260 sia stato promosso a comandante e assegnato come supervisore durante la revisione della USS Enterprise (NCC-1701), che aveva concluso 10 anni di missioni sotto il comando di Christopher Pike. Dopo la completa revisione, l'astronave viene assegnata a Kirk, dato che la sua conoscenza del mezzo lo rendeva la scelta ideale. Kirk viene promosso capitano nel 2263.

### Al comando dell'Enterprise(serie classica)
Kirk è il capitano della USS Enterprise (NCC-1701); prima di lui hanno avuto il comando il capitano Robert April e il capitano Christopher Pike. Kirk comanda una missione quinquennale dal 2264 al 2269, alla scoperta di nuovi mondi e di nuove civiltà.
Durante questa missione sviluppa una salda collaborazione e amicizia con il comandante Spock, ufficiale scientifico nonché primo ufficiale, e con l'ufficiale medico capo Leonard McCoy.

### Nei film

#### Star Trek
La conclusione della missione quinquennale non viene narrata nel telefilm, interrotto a metà della terza stagione. Nel primo film Star Trek, Kirk ricopre il grado di retroammiraglio (in inglese Rear Admiral) e lavora come Capo Operazioni della Flotta Stellare al centro di comando della Terra (il più importante incarico della sua carriera).
Nel 2272, per combattere la crisi V'ger, Kirk accetta temporaneamente di comandare l'Enterprise con il capitano Willard Decker, con riduzione temporanea di grado per entrambi: Kirk a capitano e Decker a comandante con ruolo di Primo ufficiale e Ufficiale scientifico, ruolo quest'ultimo che ricopre fino all'imbarco del comandante Spock.
Decker, che si era occupato personalmente dell'ammodernamento dell'Enterprise, scompare a conclusione della crisi V'Ger. Kirk riassume quindi il comando dell'Enterprise.

#### L'ira di Khan,Alla ricerca di SpockeRotta verso la Terra
Nel 2284 Kirk, che si era ritirato dal servizio, ritorna al centro comando della Flotta con il grado di viceammiraglio e si occupa della gestione dell'addestramento delle reclute all'Accademia, mentre Spock, promosso a capitano, comanda l'Enterprise, che viene adibita all'addestramento delle reclute.
Un vecchio nemico di Kirk, Khan Noonien Singh, dopo essere scappato dal suo esilio su Ceti Alpha V, dirotta la nave stellare USS Reliant e ruba il Dispositivo Genesis, una rivoluzionaria tecnologia di terraformazione dei pianeti, custodita sulla stazione spaziale Regula I. Avvisata da una chiamata della dottoressa Carol Marcus (vecchia conoscenza di Kirk), l'Enterprise riceve l'ordine di indagare, e Spock cede il suo comando a Kirk. Durante la missione Kirk viene a scoprire che il dottor David Marcus, collaboratore e figlio della dottoressa Carol Marcus, è anche suo figlio. Il successivo scontro con il suo vecchio nemico causa a Kirk varie vicissitudini, tra le quali la morte del suo miglior amico, il capitano Spock, che si sacrifica per salvare l'Enterprise dalla distruzione.
Avendo saputo che il katra, o l'essenza spirituale, di Spock era sopravvissuto all'incidente avvenuto sull'Enterprise, Kirk ruba la nave e, con i soliti fedeli compagni, si dirige sul pianeta Genesis per recuperare il corpo dell'amico e portarlo su Vulcano. Lì, sul suo pianeta natale, viene ricongiunto il corpo di Spock con il suo katra che lo stesso Spock, prima di sacrificarsi per il bene dell'Enterprise, aveva trasferito nella mente del dottor Leonard McCoy.
Durante il processo di recupero del corpo di Spock, Kirk è costretto a distruggere l'Enterprise, per impedire che la nave venga catturata dai Klingon, guidati dallo spietato comandante Kruge, che avevano saputo del pianeta Genesis e che volevano impossessarsi di questa nuova tecnologia. Nella concitata situazione di stallo che si era venuta a creare sul pianeta, David, il figlio avuto da Carol Marcus, viene ucciso dai Klingon.
Facendo ritorno sul pianeta Terra, l'equipaggio, a bordo dello sparviero Klingon, è costretto a tornare indietro nel tempo, fino alla San Francisco del 1986, per recuperare due balene megattere, così da risolvere la crisi dovuta a una sonda spaziale aliena sconosciuta che ha bloccato tutte le fonti di energia della Terra.
In seguito, ritornato al 2286, l'ammiraglio Kirk è accusato di nove violazioni dei regolamenti della Flotta Stellare in relazione al dirottamento dell'Enterprise. Viene degradato a capitano per insubordinazione e danneggiamento dell'astronave USS Excelsior (NCC-2000) nel 2285 e distruzione dell'astronave USS Enterprise NCC-1701.
In suo onore una nave di Classe Constitution, la USS Yorktown NCC-1717, viene ribattezzata col nome di USS Enterprise NCC-1701-A, e assegnata a Kirk nel 2286. Egli ha comandato l'Enterprise A per i successivi sette anni.

#### L'ultima frontieraeRotta verso l'ignoto
Kirk termina la sua carriera nel 2293, dopo avere trascorso quarant'anni nello spazio a servire la Federazione.
Kirk registra nel suo diario personale che per la morte del figlio David non avrebbe mai potuto perdonare il malvagio Impero Klingon. Questo dato viene successivamente utilizzato come prova durante il processo per la morte del cancelliere klingon Gorkon nel 2293. La sentenza di colpevolezza lo condanna ai lavori forzati a vita sulla colonia penale di Rura Penthe. Viene salvato dalla colonia penale dal suo equipaggio e riesce a provare la propria innocenza durante gli accordi di Khitomer.

#### Generazioni
Nel 2293 viene dato per morto quando la USS Enterprise NCC-1701-B subisce uno squarcio provocato dalla stringa di energia chiamata Nexus. In verità il capitano non si perde nello spazio, come tutti credono, ma viene attirato nel Nexus, una dimensione parallela, dove il tempo non esiste. Nel 2371 Jean-Luc Picard, capitano dell'Enterprise D, lo incontra e gli chiede di uscire insieme dal Nexus per recarsi su Veridian III e salvare 230 milioni di persone che altrimenti sarebbero state uccise da Soran, un El-Auriano, per poter tornare egli stesso nel Nexus. In quella dimensione parallela infatti chiunque poteva costruirsi e vivere la realtà che voleva semplicemente immaginandola ed era perciò un luogo di puro piacere; Kirk quindi si rifiuta di abbandonarlo perché lì può sposarsi con Antonia, la donna che nella realtà normale aveva respinto, rimanendo così in solitudine dopo il congedo. Poi, però, si rende conto che è una realtà perfetta ma falsa e decide di tornare con Picard per fare di nuovo "la differenza". Durante la battaglia finale contro Soran, Kirk viene ferito gravemente e muore, lentamente, dicendo di essersi divertito e salutando Picard che poi lo seppellisce su Veridian III.

### Altre apparizioni

#### Universo dello specchio
Nell'episodio della seconda stagione della serie classica Specchio, specchio (Mirror, Mirror) viene descritta la versione del personaggio dell'universo dello specchio, una dimensione parallela in cui Kirk è stato un fedele ufficiale dell'Impero Terrestre, che in questa realtà esiste al posto della Federazione. Ha ottenuto il comando della nave imperiale ISS Enterprise dopo aver assassinato il precedente capitano, Christopher Pike. La prima missione di Kirk per l'Impero è stata l'esecuzione di cinquemila coloni a Vega IX, la sua seconda missione è stata la neutralizzazione dell'insurrezione dei Gorlan con la distruzione del loro mondo natale.
A causa di un incidente del teletrasporto, nel 2267 il Kirk dello specchio viene trasferito nel nostro universo con alcuni dei suoi ufficiali, mentre Kirk e suoi uomini finiscono nell'universo dello specchio. Il Kirk dello specchio viene immediatamente rinchiuso con i suoi uomini da Spock. Dopo aver tentato di farsi liberare corrompendo lo Spock dello specchio, viene rispedito nel suo universo quando viene ricreato l'incidente al teletrasporto, permettendo a Kirk e agli altri di tornare nell'universo canonico. Non si conosce il suo destino né quello dei membri dell'Enterprise dello specchio.
Il Kirk dell'universo regolare tenta di convincere lo Spock dello specchio a rendere l'impero più pacifico. Nell'episodio della seconda stagione della serie televisiva Star Trek: Deep Space Nine, Attraverso lo specchio (Crossover, 1994), emerge che lo Spock dell'universo dello specchio ha portato delle riforme nell'Impero rendendolo debole, permettendo ai Cardassiani e ai Klingon di conquistarlo facilmente.

#### Deep Space Nine
Kirk, interpretato da Shatner, compare nell'episodio della quinta stagione della serie televisiva Star Trek: Deep Space Nine, Animaletti pericolosi (Trials and Tribble-ations, 1996), realizzato riutilizzando scene dell'episodio Animaletti pericolosi (The Trouble with Tribbles, 1967) della serie originale di Star Trek, mixate in digitale con nuove scene appositamente girate. Nell'episodio Benjamin Sisko, Julian Bashir, Jadzia Dax e Miles O'Brien, viaggiando indietro nel tempo, sventano un attentato alla sua vita progettato da Arne Darwin, una spia klingon tornata indietro nel tempo appositamente per eliminare Kirk.

#### Kelvintimeline
Con il film del 2009 Star Trek presenta una linea temporale alternativa che rivela origini diverse del capitano Kirk, l'origine del suo legame con Spock, e come i due sono finiti insieme sull'Enterprise. Il punto di divergenza tra la serie originale e il film è il giorno della nascita di Kirk, nel 2233. Anche se i personaggi rimangono gli stessi, nel film George e Winona Kirk gli danno il nome di James Tiberius come i suoi nonni, rispettivamente materno e paterno. Nacque su una navetta espulsa dalla nave stellare USS Kelvin, sulla quale il padre rimase ucciso per un attacco del romulano Nero. Il carattere è inizialmente spericolato e ribelle, "arrabbiato con il mondo", e che successivamente matura. Kirk e Spock si scontrano all'Accademia della Flotta Stellare, ma, nel corso del film, Kirk diventa capitano dell'Enterprise. La linea temporale alternativa continua nel 2013 in Into Darkness - Star Trek e nel 2016 in Star Trek Beyond.

#### Strange New Worlds
In una differente linea temporale in cui il capitano Pike è ancora al comando della USS Enterprise, in data stellare 1709.2 (2266), durante l'attacco da parte dei Romulani di diversi avamposti della Federazione ai confini con la Zona Neutrale che divide la Federazione dall'Impero Romulano, il capitano Kirk è al comando della USS Farragut. Dato il diverso punto di vista dei due capitani, il diverso comportamento al comando dell'Enterprise da parte di Pike rispetto a come si sarebbe comportato Kirk nella medesima situazione, compromette il futuro della Federazione e i rapporti con l'Impero Romulano.
Una versione di Kirk di un'altra linea temporale, in cui non esiste la Federazione a causa di un avvenimento accaduto nel XXI secolo ed è capitano dell'Enterprise della Flotta Unita terrestre, assieme a La'an Noonien-Singh cercherà di rimettere le cose a posto.

#### Romanzi
William Shatner, insieme a Judith e Garfield Reeves-Stevens, ha scritto una serie di romanzi nei quali viene raccontato che Kirk ritorna in vita grazie ai Borg e in seguito vive diverse avventure collocate dopo gli eventi del film Generazioni.
Secondo i romanzi ispirati alla serie, Kirk ha avuto un altro figlio nel 2375, all'età effettiva di centoquarantadue anni, alla quale si devono però sottrarre settantotto anni di permanenza nel Nexus. Questi eventi non sono per convenzione parte del canone e quindi non sono collegabili agli eventi narrati nella serie televisive e nei film.

## Gradi e assegnazioni
| Anno       | Assegnazione                  | Grado |
| ---------- | ----------------------------- | --- |
|            | USS Republic                  | Guardiamarina |
| 2254-2262? | USS Farragut NCC-1647         | Tenente, ufficiale tattico; ten. comandante, primo ufficiale                                                                             |
|            | USS Alexander                 | Tenente comandante, comandante |
| 2264-2269  | USS Enterprise NCC-1701       | Capitano (serie originale, serie animata)                                                                                                |
| 2266       | USS Farragut NCC-1647         | Capitano (Strange New Worlds, timeline alternativa)                                                                                      |
| 2269       | Comando della Flotta Stellare | Retroammiraglio, Capo Operazioni della Flotta Stellare (Star Trek, film 1979)                                                            |
| 2271       | USS Enterprise NCC-1701       | Capitano; assegnamento temporaneo per affrontare la crisi di V'ger (Star Trek, film 1979)                                                |
| 2285       | USS Enterprise NCC-1701       | Viceammiraglio, ufficiale comandante; assegnamento temporaneo per affrontare la crisi del Genesis (L'ira di Khan, Alla ricerca di Spock) |
| 2285       |                               | Degradato a capitano a causa della disobbedienza a ordini di un suo diretto superiore (Rotta verso la Terra)                             |
| 2286-2293  | USS Enterprise NCC-1701-A     | Capitano (Rotta verso la Terra, L'ultima frontiera, Rotta verso l'ignoto)                                                                |

## Onorificenze
Kirk per le varie missioni e azioni eroiche sostenute prima, durante e dopo la famosa missione quinquennale, viene pluridecorato ricevendo i seguenti riconoscimenti e medaglie:
- Palm Leaf of Axanar Peace Mission
- Grankite Order of Tactics (Class of Excellence)
- Prentares Ribbon of Commendation (Prima e Seconda classe)
- Medaglia d'onore della Flotta Stellare
- Palma d'argento della Flotta Stellare (with cluster)
- Starfleet Citation for Conspicuous Gallantry
- Karagite Order of Heroism

## Interpreti

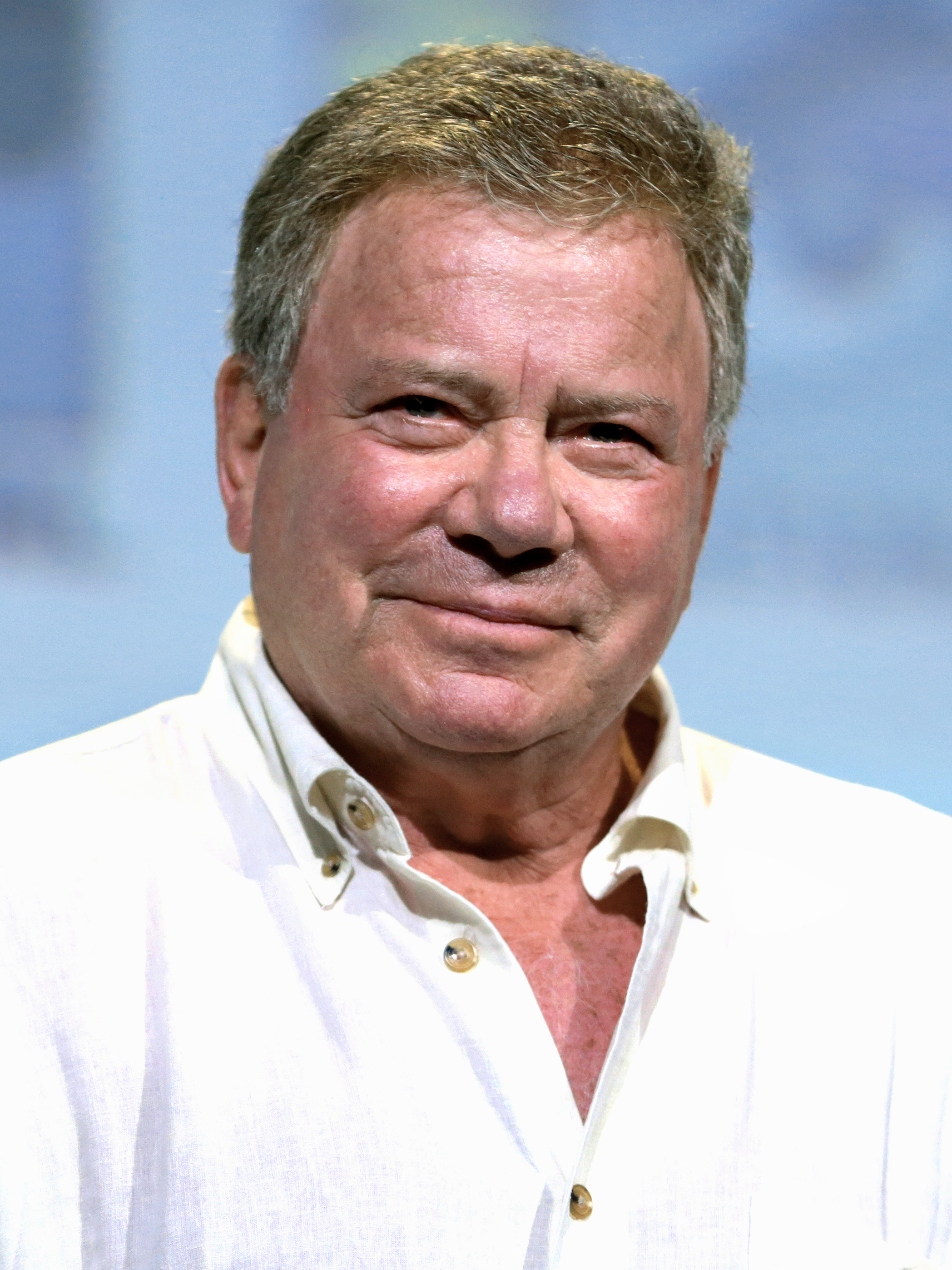
William Shatner, il primo e più noto interprete di James T. Kirk

Il primo e più noto interprete di James T. Kirk è l'attore canadese William Shatner, che lo impersona fin dal secondo episodio pilota, Oltre la galassia (Where No Man Has Gone Before) della serie televisiva Star Trek, nel 1966. Shatner sarà destinato a riprendere il ruolo nella seconda serie televisiva Star Trek: Phase II, che però non verrà mai realizzata. Al suo posto verrà realizzato il film cinematografico Star Trek (Star Trek: The Motion Picture), con la regia di Robert Wise, nel 1979. Da allora Shatner impersonerà l'ormai ammiraglio Kirk nei successivi cinque film con protagonista il cast della serie classica e, in un simbolico passaggio di consegne, nel primo film con protagonista il nuovo equipaggio della serie televisiva Star Trek: The Next Generation, Generazioni (Star Trek: Generations, 1994).
Shatner presta la voce al personaggio del capitano Kirk anche nella serie animata Star Trek (1973-1974), in alcuni videogiochi del franchise di Star Trek e nel videogioco del 2014 Family Guy: The Quest for Stuff, ispirato alla serie animata I Griffin. Shatner scriverà inoltre alcuni romanzi non canonici con protagonista il proprio personaggio, che farà risorgere per opera dei Borg, dopo la morte su Veridian III avvenuta per mano di Soran.
Nelle edizioni italiane delle opere del franchise, William Shatner viene doppiato da: Natale Ciravolo in 52 episodi della serie classica e da Andrea Lala, nei restanti 27 e nella serie animata; da Romano Ghini, nei film Star Trek, Star Trek II - L'ira di Khan  e Star Trek III - Alla ricerca di Spock; da Cesare Barbetti, nei film Rotta verso la Terra, Star Trek V - L'ultima frontiera e Generazioni; infine da Mario Cordova nel film Rotta verso l'ignoto.
Nella webserie  New Voyages (2004-2013), nel primo episodio della webserie Starship Farragut (2007) e nella miniserie web Of Gods and Men (2007), tutti prodotti fanfiction non canonici, James T. Kirk viene interpretato dall'attore James Cawley. Il medesimo attore appare anche in un episodio della sesta stagione della serie direct-to-video Star Trek: Hidden Frontier (2005), interpretando il capitano Mackenzie Calhoun, e nel film canonico del 2009 Star Trek, in cui interpreta, non accreditato, un anonimo membro dell'equipaggio.
Il personaggio viene riportato al cinema nel 2009, interpretato da Chris Pine, nei tre film della cosiddetta Kelvin Timeline: Star Trek, Into Darkness - Star Trek e Star Trek Beyond. In questa nuova versione, il personaggio del capitano Kirk interpretato da Pine, viene doppiato in italiano da Stefano Crescentini. Pine presta inoltre la voce al capitano Kirk in tre episodi della serie televisiva animata Robot Chicken e al videogioco Star Trek del 2013.
Il personaggio appare inoltre nella nuova serie Star Trek: Strange New Worlds, in cui viene interpretato da Paul Wesley, nell'episodio della prima stagione La natura della clemenza, che lo presenta nel 2266, in una linea temporale alternativa, in cui è al comando della USS Farragut (NCC-1647), mentre Christopher Pike è ancora al comando della USS Enterprise (NCC-1701), e in quello della seconda stagione Domani domani e domani, anche qui in una linea temporale alterata che cercherà di sistemare assieme a La'an Noonien-Singh. Anche nell'edizione in lingua italiana di questa serie viene doppiato da Stefano Crescentini.
Il personaggio o parodie dello stesso appaiono anche in numerose altre serie televisive, per lo più di animazione, non appartententi al franchise, con la voce di diversi altri attori. Nella serie televisiva animata I Griffin (Family Guy), James T. Kirk compare in un paio di episodi, doppiato da Seth MacFarlane: I teledipendenti (1999) e  - Come Tootsie (2009). In Mad, il capitano Kirk viene doppiato da Jason Palmer (Jaws the Great and Powerful/Old Spock's Off Their Spockers, 2013) e Chris Cox (G.I. E.I. Joe/Dog with a Captain's Log, 2013), ma nello stesso show appare anche una sua parodia chiamata James T. Jerk, doppiata da Mikey Day (Star Blecch/uGlee, 2010). James T. Kirk compare poi nella serie animata Robot Chicken, con le voci di Agostino Castagnola (Two Weeks Without Food, 2009; nel medesimo episodio l'attore presta la voce anche a Pavel Chekov), Fred Tatasciore (Bugs Keith in: I Can't Call Heaven, Doug, 2019) e Seth MacFarlane. Nella serie animata Tripping the Rift ha la voce di Jess Harnell (Chode & Bobo's High School Reunion, 2005), in Animaniacs quella di Maurice LaMarche, che nella serie è la voce di Brain e che interpreta il capitano Kirk anche in Freakazoid!, e in South Park quella di Trey Parker.

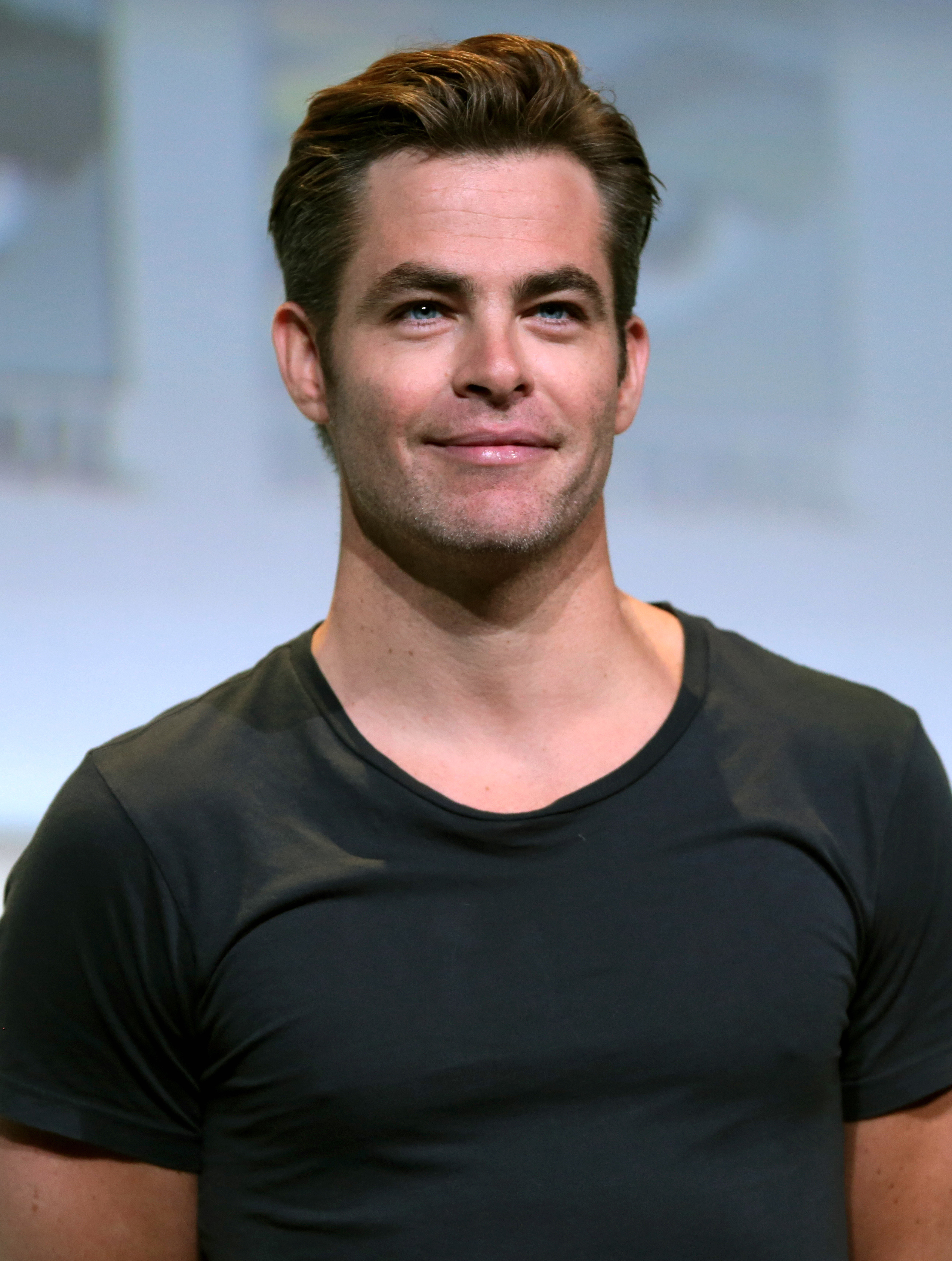
Chris Pine, interprete di James T. Kirk nei film della Kelvin Timeline
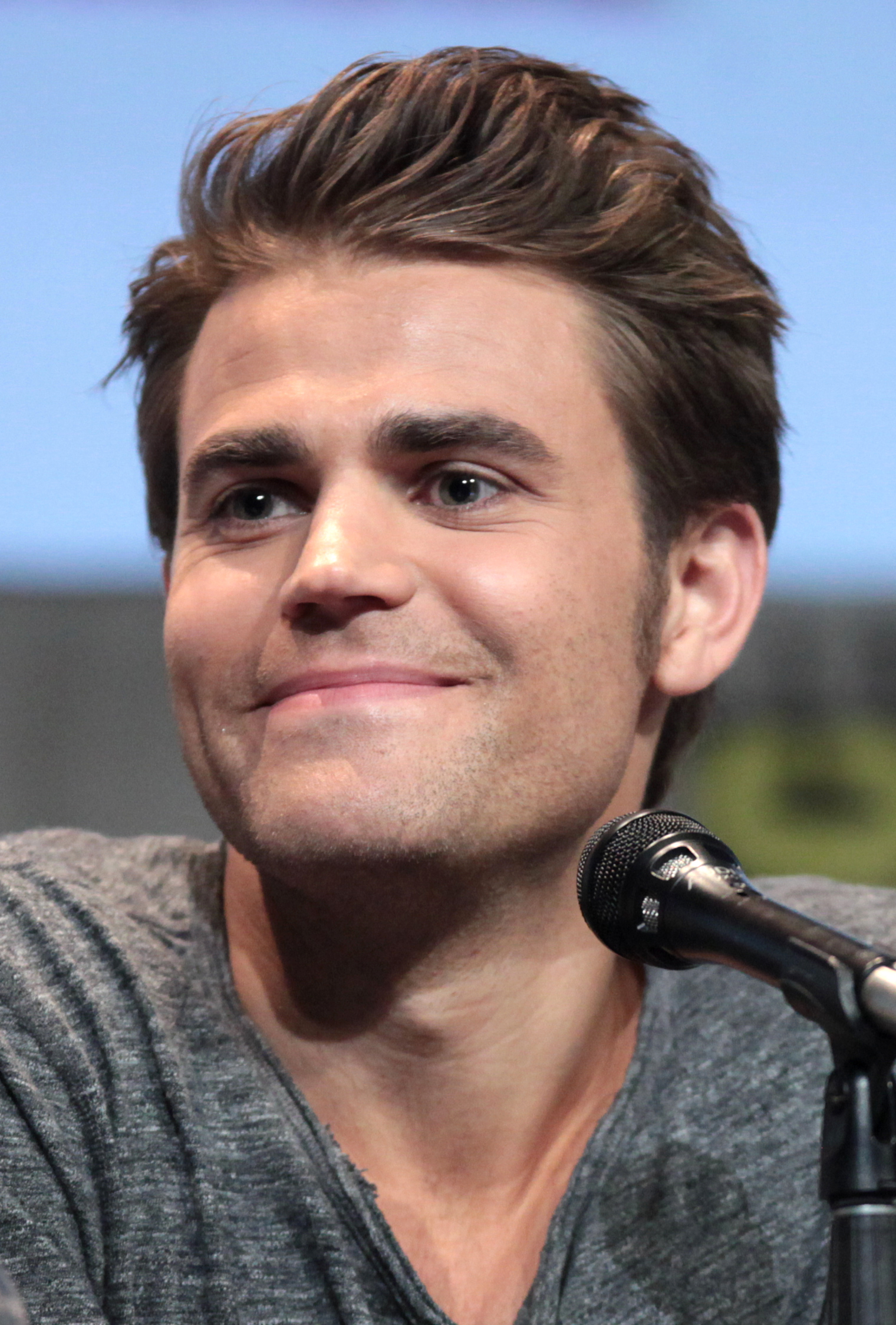
Paul Wesley, interprete di James T. Kirk nella serie Star Trek: Strange New Worlds
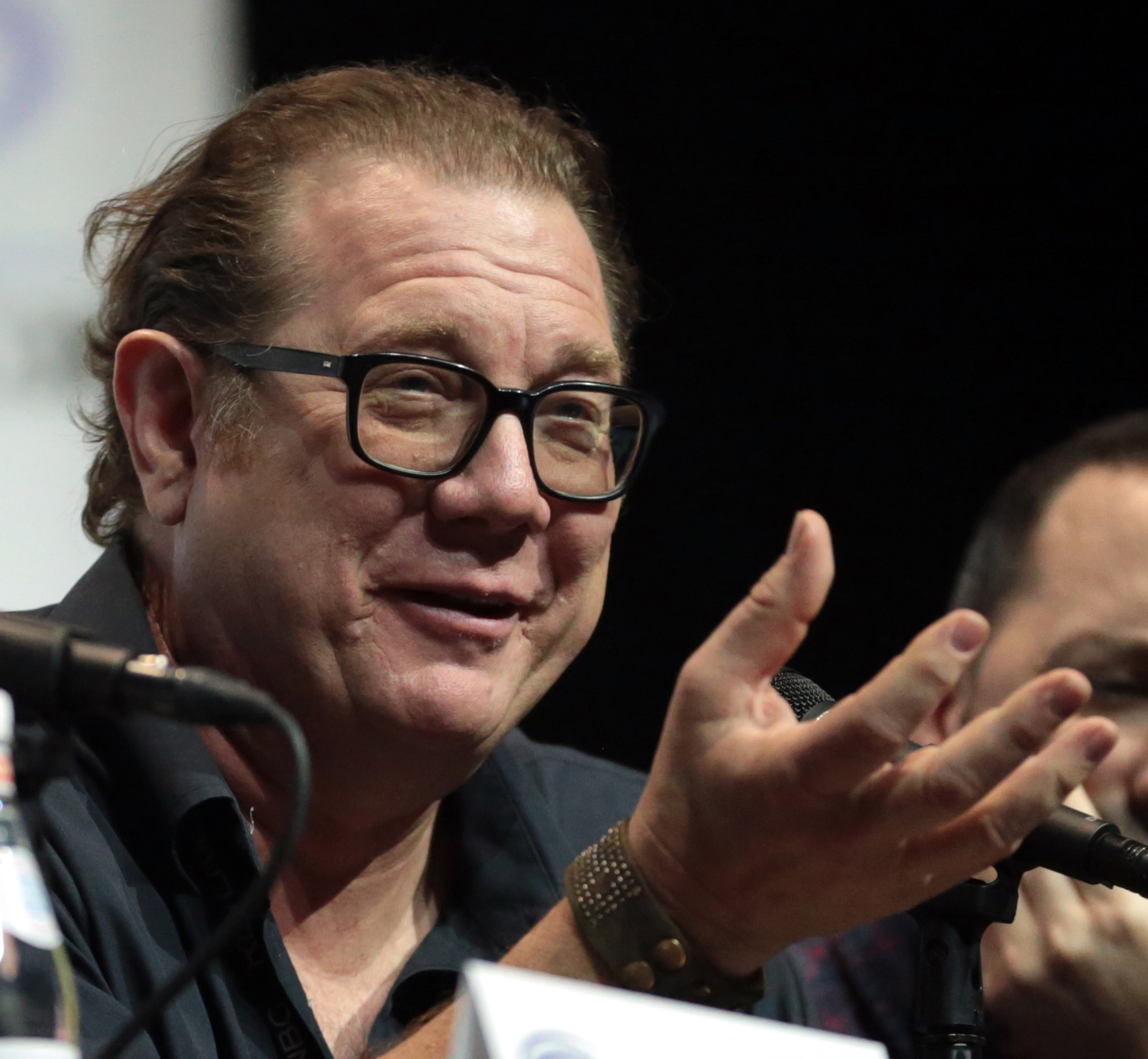
Fred Tatasciore, doppia James T. Kirk in Robot Chicken
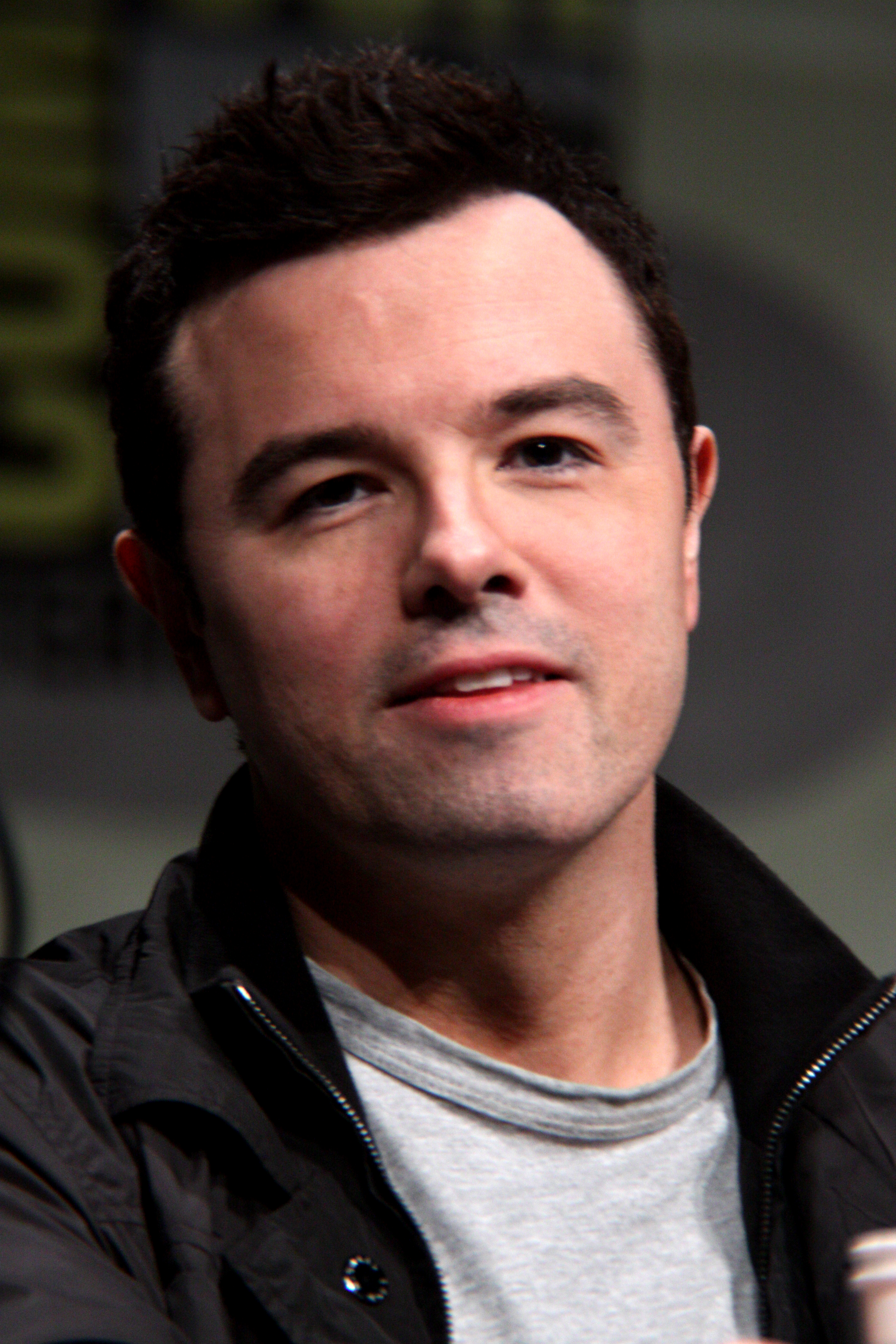
Seth MacFarlane, doppia James T. Kirk in Robot Chicken e ne I Griffin
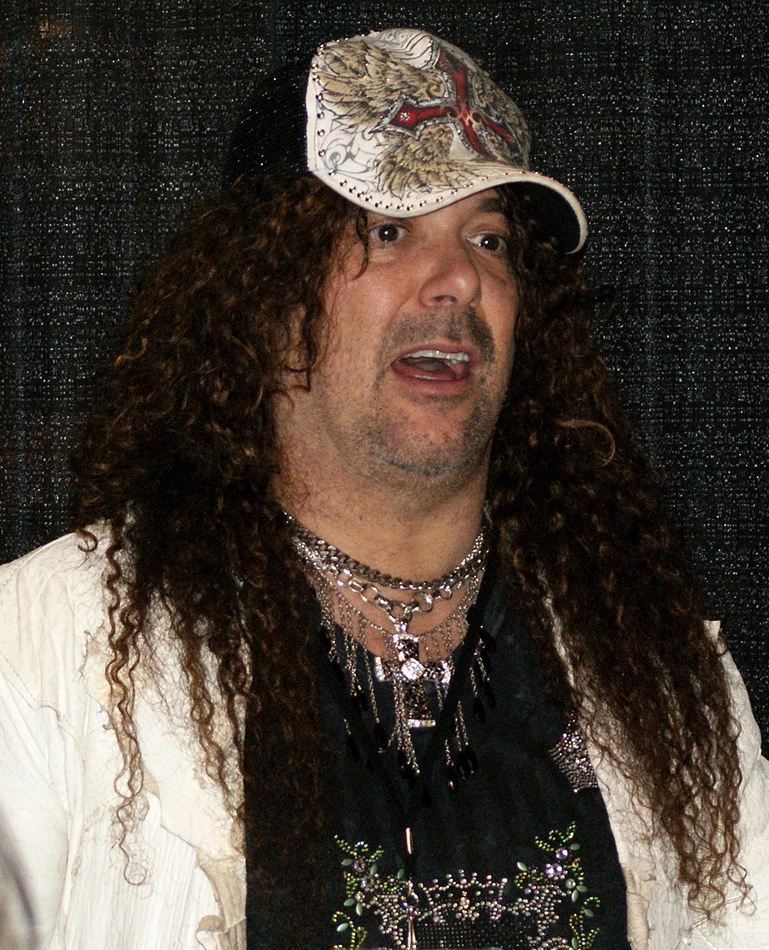
Jess Harnell, doppia James T. Kirk in Tripping the Rift
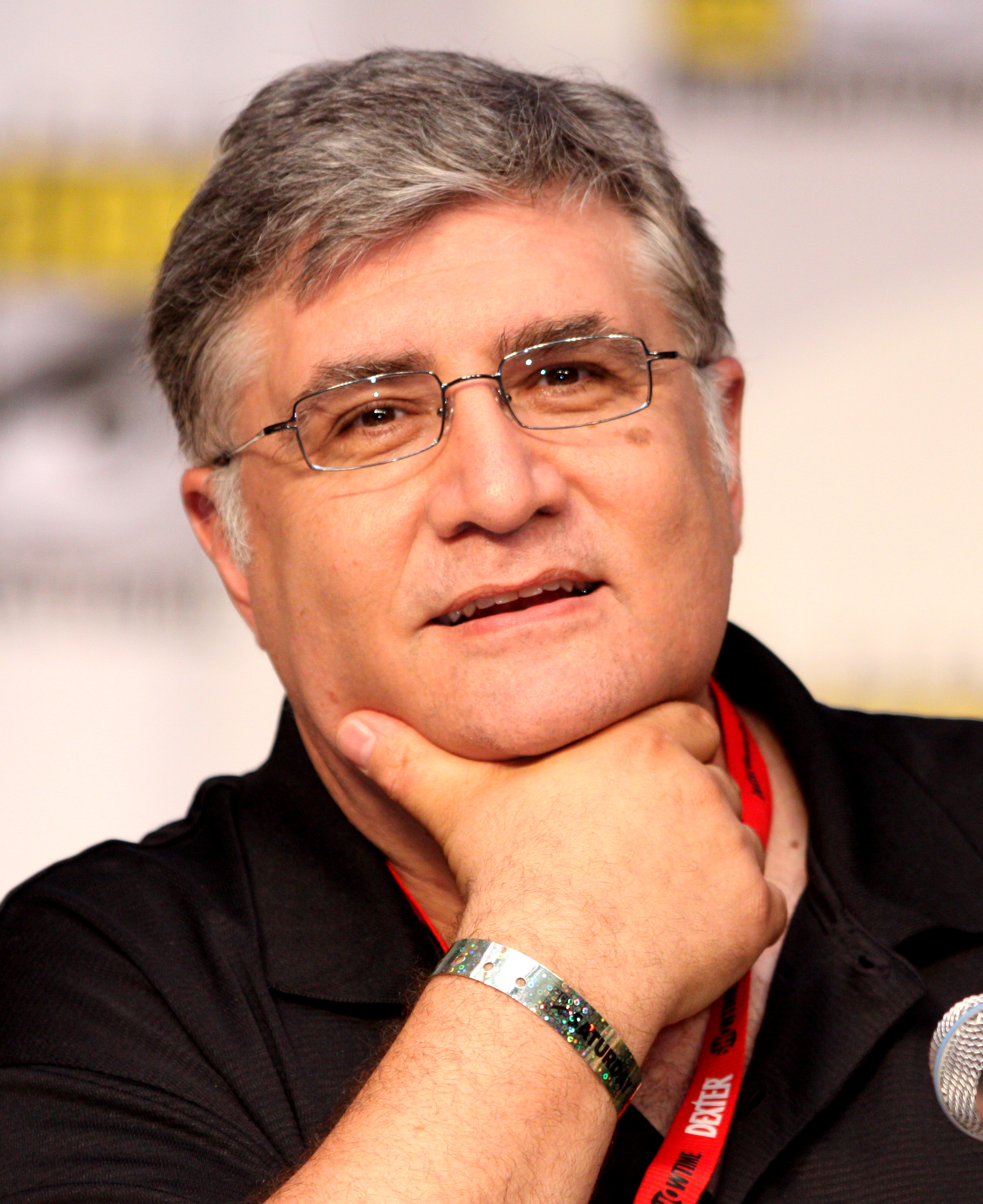
Maurice LaMarche, doppia James T. Kirk in Animaniacs e Freakazoid!
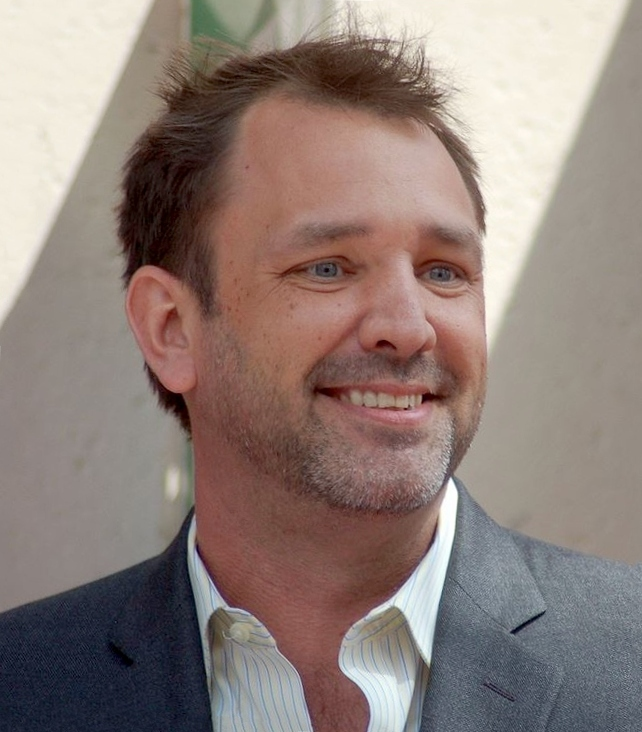
Trey Parker, doppia James T. Kirk in South Park

## Accoglienza
Il capitano Kirk è un personaggio tra i più popolari a livello globale e considerato un'icona della fantascienza e della televisione.
Screen Rant posiziona Kirk al secondo posto in una classifica dei 20 migliori personaggi di Star Trek, dopo Spock, con la motivazione che, in qualsiasi linea temporale, è "un eroe", che trova sempre il tempo per "esplorare uno strano nuovo mondo, fare sesso con le sue abitanti più attraenti e salvare la nave facendola sembrare una cosa facile". Dello stesso parere anche Gaming Section, che lo posiziona anch'essa al secondo in una lista dei 20 migliori personaggi di Star Trek, dopo Spock.
TheWrap posiziona James T. Kirk al terzo posto tra i migliori 39 personaggi di Star Trek, dopo Jean-Luc Picard e Spock, affermando che Kirk è "il mix perfetto di geek e cowboy spaziale, fungendo da una sorta di figura alla John Wayne per il pubblico di fantascienza" e "il cui fascino non è svanito minimamente nel corso degli ultimi cinque decenni". Mentre Paste Magazine lo posiziona al quarto posto, dopo Data, Picard e Spock, aggiungendo che è "il comandante anticonformista che ha sempre creduto che ci fosse un modo per superare gli scenari più impossibili, anche quando la logica di Spock affermava il contrario". Così anche Ranker, che lo posiziona anch'esso al quarto posto in una lista dei 50 migliori personaggi di Star Trek, dopo Data, Spock e Picard.

## Influenze nella cultura di massa

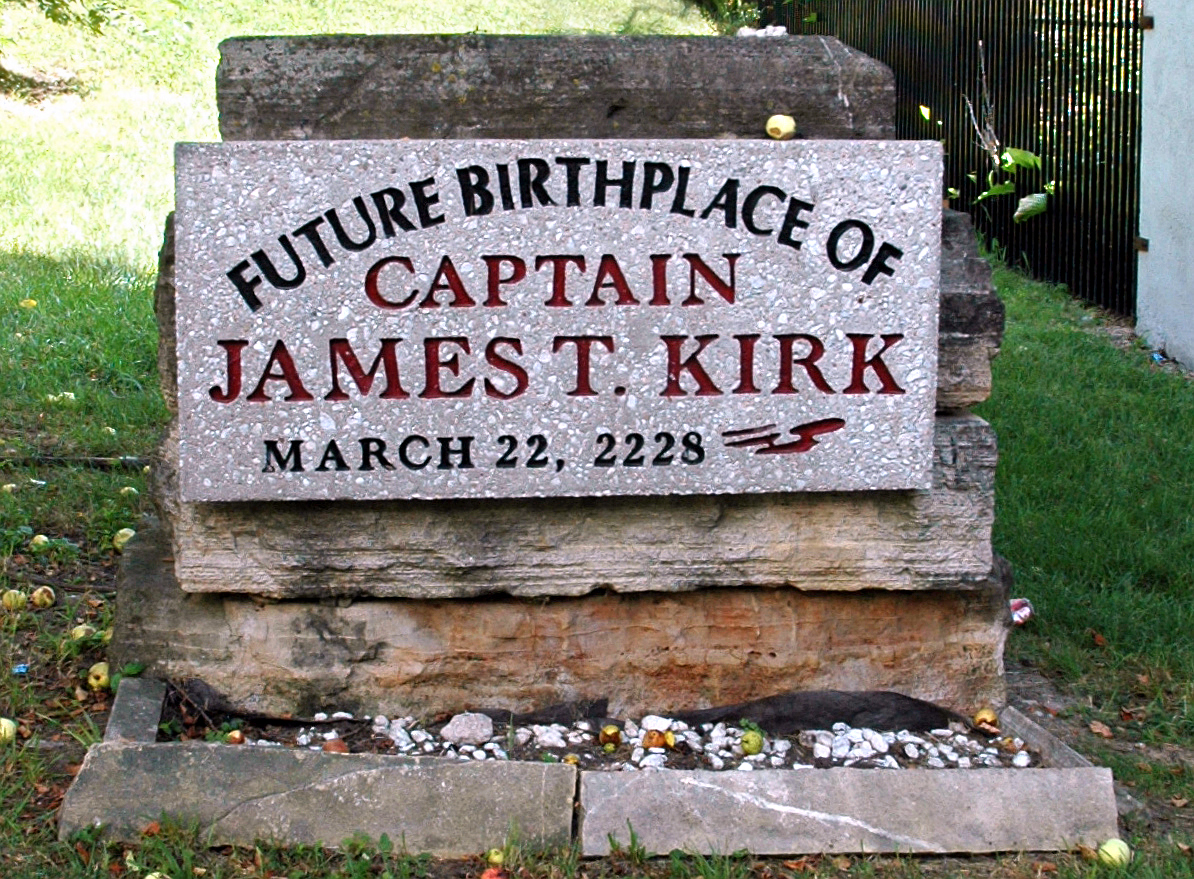
La placca a Riverside, autoproclamatasi futura città natale di James T Kirk

### Omaggi
- La città di Riverside, nello Iowa, scrisse una petizione a Gene Roddenberry e alla Paramount Pictures nel 1985 per avere il permesso di "adottare" Kirk, "futuro figlio" della loro città.[40] La Paramount voleva 40 000 $ per concedere una riproduzione del busto di Kirk, e così la città si accontentò di costruire una grande targa e una replica dell'Enterprise (denominata "USS Riverside"), mentre il Riverside Area Community Club tutti gli anni organizza il "Trek Fest", nel giorno del compleanno di Kirk.[41]
- Nel 2002, la poltrona di comando del capitano Kirk della serie originale fu messa all'asta per 304 000 dollari.[42]

### Cinema
- Una maschera di Kirk per Halloween fu modificata e utilizzata come maschera per il personaggio di Michael Myers nella serie di film di Halloween.[43]

### Televisione
- Kirk è stato oggetto di diverse parodie televisive, andate in onda in vari paesi, come nel programma The Carol Burnett Show, o nel Bernd das Brot su KIKA, canale televisivo tedesco, o in Saturday Night Live, dove John Belushi descrisse il personaggio come il preferito delle sue parodie.[44][45]
- Jim Carrey venne elogiato per la satira sul personaggio, in un episodio del 1992 di In Living Color.[46][47] Anche il comico Kevin Pollak è noto per le sue parodie su Shatner come capitano Kirk.[48]

### Musica
Kirk viene stato menzionato in alcuni brani musicali
- Al capitano Kirk è dedicata anche la canzone del 1979 Where's Captain Kirk? degli Spizzenergi.[49]
- La versione inglese del 1984 di 99 Luftballons, di Nena, lo cita nel testo.

## Merchandising (parziale)
Così come molti altri simboli di Star Trek, anche il personaggio del capitano Kirk è stata commercializzata in diversi modi, quali: action figure, busti, tazze, T-Shirt e altro.
- La celebre casa di giocattoli statunitense Mego, ha realizzato un'action figure da 8" (circa 20 cm) raffigurante il capitano Kirk nella sua linea di giocattoli Star Trek uscita nel 1974.[52] La casa di giocattolì fallì, chiudendo i battenti nel 1983, ma una volta risorta nel 2018, rimise in commercio una linea dedicata alla serie classica di Star Trek, che comprende, tra le altre cose, anche varie versioni del personaggio di James T. Kirk, compresa la versione in alta uniforme,[53] quella con la "camicia verde" e completa di triboli dell'episodio Animaletti pericolosi (The Trouble with Tribles, 1967),[54] la versione dell'universo dello specchio, la versione con la classica maglia gialla, la versione dell'ammiraglio Kirk del film Star Trek II - L'ira di Khan (Star Trek II: The Wrath of Khan, 1982),[55] ecc. La nuova Mego ha inoltre commercializzato una versione dell'action figure del capitano Kirk da 14" (circa 35 cm).
- Nel 1996, per il trentesimo anniversario di Star Trek, la Mattel ha realizzato per la propria linea di fashion doll Barbie, un gift set dedicato a Star Trek (similmente a quanto fatto per altre serie televisive classiche), comprendente Barbie e Ken con l'uniforme della serie classica, ricordando i personaggi di Janice Rand e James T. Kirk.[56][57] Nel 2009 la Mattel ha realizzato per la propria linea di fashion doll Barbie, una serie dedicata al film Star Trek del 2009 diretto da J.J. Abrams, comprendente i personaggi di Kirk, Spock e Uhura, con le fattezze rispettivamente degli attori Chris Pine, Zachary Quinto e Zoe Saldana e le uniformi del film.[58][59]

## Filmografia

### Cinema
- Star Trek (Star Trek: The Motion Picture), regia di Robert Wise (1979) - William Shatner
- Star Trek II - L'ira di Khan (Star Trek II: The Wrath of Khan), regia di Nicholas Meyer (1982) - William Shatner
- Star Trek III - Alla ricerca di Spock (Star Trek III: The Search for Spock), regia di Leonard Nimoy (1984) - William Shatner
- Rotta verso la Terra (Star Trek IV: The Voyage Home), regia di Leonard Nimoy (1986) - William Shatner
- Star Trek V - L'ultima frontiera (Star Trek V: The Final Frontier), regia di William Shatner (1989) - William Shatner
- Rotta verso l'ignoto (Star Trek VI: The Undiscovered Country), regia di Nicholas Meyer (1991) - William Shatner
- Generazioni (Star Trek: Generations), regia di David Carson (1994) - William Shatner
- Star Trek, regia di J.J. Abrams (2009) - Chris Pine
- Billy Blackburn's Treasure Chest: Rare Home Movies and Special Memories - cortometraggio (2011) - William Shatner
- Into Darkness - Star Trek (Star Trek Into Darkness), regia di J.J. Abrams (2013) - Chris Pine
- Star Trek Beyond, regia di Justin Lin (2016) - Chris Pine

### Televisione
- Star Trek - serie televisiva, 79 episodi (1967-1969) - William Shatner
- Star Trek - serie animata, 22 episodi (1973-1974) - William Shatner
- Star Trek: Deep Space Nine - serie TV, episodio 5x06 (1996) - William Shatner
- Animaniacs - serie animata, episodio 1x32 (1993) - Maurice LaMarche
- Freakazoid! - serie animata, episodio 1x11 (1996) - Maurice LaMarche
- I Griffin - serie animata, episodi 1x02-8x12 (1999-2009) - Seth MacFarlane
- Star Trek: New Voyages - webserie fanfiction, 13 episodi (2004-2013) - James Cawley
- Tripping the Rift - serie animata, episodio 2x10 (2005) - Jess Harnell
- Robot Chicken - serie animata, 5 episodi (2005-2020) - Agostino Castagnola, Fred Tatasciore, Seth MacFarlane
- South Park - serie animata, episodio 11x10 (2007) - Trey Parker
- Starship Farragut - webserie fanfiction, episodio 1x01 (2007) - James Cawley
- Star Trek: Of Gods and Men - miniwebserie fanfiction (2009) - James Cawley
- Mad - serie animata, episodi 4x09-4x06 (2013) - Jason Palmer, Chris Cox
- Star Trek: Strange New Worlds - serie televisiva, 4 episodi (2022-2023) - Paul Wesley

## Pubblicazioni (parziale)

### Romanzi
- (EN) Gene Roddenberry, Alan Dean Foster e Harold Livingston, Star Trek: The Motion Pictures, Pocket Books, 1979, ISBN 1852860693.
- (EN) Vonda N. McIntyre, Star Trek II: The Wrath Of Khan, Pocket Books, 1982, ISBN 0671456105.
- (EN) William Shatner, Judith Reeves-Stevens e Garfield Reeves-Stevens, The Return, collana Star Trek, Pocket Books, 1997, ISBN 978-0-671-52609-2.
- (EN) A.C. Crispin, Yesterday's Son, collana Star Trek - The Yesterday Saga, Pocket Books, 1999, ISBN 0671038516.
- (EN) Diane Duane, Spock's World, collana Star Trek, Pocket Books, 2000, ISBN 0743403711.
- (EN) Alan Dean Foster, Star Trek, Simon & Schuster, 2009, ISBN 143915886X.

### Fumetti
- (EN) Star Trek/X-Men, n. 1, Marvel Comics.

## Videogiochi
- Star Trek 25th Anniversary, regia di Michael McConnohie (1992) - William Shatner
- Star Trek: Judgment Rites, regia di Greg Christensen, Chris DeSalvo, Chris Jones, Mark Whittlesey e Wesley Yanagi (1993) - William Shatner
- Generations, regia di Simon Ffinch, Guymond Louie e Rick Rasay (1997) - William Shatner
- Star Trek: Starfleet Academy, regia di Martin Denning (1997) - William Shatner
- Star Trek: Legacy (2006) - William Shatner
- Star Trek: Tactical Assault (2006) - William Shatner
- Star Trek (2013) - Chris Pine
- Family Guy: The Quest for Stuff (2014) - William Shatner
- Star Trek Fleet Command (2018) - William Shatner, Chris Pine